# Салахов, Евгений Александрович
Евге́ний Алекса́ндрович Сала́хов (род. 25 января 1979, Свердловск) — российский гребец-байдарочник, выступает за сборную России с 1998 года. Участник трёх летних Олимпийских игр, призёр чемпионатов мира и Европы, многократный победитель национальных первенств. На соревнованиях представляет Омскую область, мастер спорта международного класса.

## Биография
Евгений Салахов родился 25 января 1979 года в Свердловске. Активно заниматься греблей начал в раннем детстве, первое время проходил подготовку под руководством тренера Н. Воробьевой, позже тренировался у таких специалистов как А. Иваник и А. Шишкин. В 1998 году вошёл в состав сборной России и побывал на чемпионате мира в Сегеде, где на одиночной байдарке финишировал шестым. Первого серьёзного успеха в гребле добился в 2000 году, когда на первенстве Европы в Познани выиграл сразу две бронзовые медали: в дисциплинах K-2 1000 м и K-4 500 м. Благодаря череде удачных выступлений удостоился права защищать честь страны на летних Олимпийских играх в Сиднее, соревновался на километровой дистанции в двойках (в паре с Олегом Горобием) и четвёрках (c Горобием, Анатолием Тищенко и Романом Зарубиным). В обеих дисциплинах сумел дойти до финала, но в решающих заплывах оба раза финишировал седьмым.
В 2001 году Салахов ездил на чемпионат мира и завоевал серебряную медаль на чемпионате Европы, однако вскоре был исключён из сборной. В течение трёх лет занимался бизнесом, затем в 2005 году вернулся в греблю, стал выступать за Омскую область. На этапах Кубка мира, в зачёте европейских и мировых первенств, неизменно выходил в финальную стадию, тем не менее, в число призёров долгое время попасть не мог. В 2008 году прошёл отбор на Олимпиаду в Пекин, в составе четырёхместной байдарки, куда также вошли гребцы Илья Медведев, Антон Васильев и Константин Вишняков, пробился в финал, но в решающем заплыве финишировал лишь восьмым.
После двух Олимпиад Салахов остался в основном составе национальной сборной и продолжил участвовать в крупнейших международных соревнованиях, хотя вместо командных гонок больше внимания стал уделять индивидуальным, в частности, сконцентрировал усилия на дистанции 200 м. В 2010 году выиграл первую медаль мирового первенства, на соревнованиях в Познани занял третье место в эстафете K-1 4×200 м и получил бронзовую награду. Год спустя в той же дисциплине взял серебро на чемпионате мира в Сегеде, а ещё через год прошёл на Олимпийские игры в Лондон, претендовал здесь на медали двухсотметрового спринта, но в итоговом протоколе расположился на пятой позиции.

## Награды
- Медаль «За высокие достижения» (Омская область)[3].